# Adam Müller
 Der er flere personer med dette navn, se Adam Müller (flertydig). (Se også artikler, som begynder med Adam Müller)
Adam August Müller (født 16. august 1811 i København, død 15. marts 1844 sammesteds) var en dansk historiemaler, søn af biskop Peter Erasmus Müller og bror til Ludvig og Otto Müller.
Han skulle have studeret, men da hans lyst til kunstnerisk virksomhed tidligt gjorde sig gældende, fik han adgang til Kunstakademiet og blev elev af C.W. Eckersberg. Han blev 1828 elev af Modelskolen og vandt 1832-33 Akademiets sølvmedaljer.
Müller begyndte at udstille allerede 1829 med Aladdin, staaende bag Pillen, ser Gulnare, og i de følgende år udstillede han dels portrætter, dels figurbilleder, hvoraf to blev købt til Den Kongelige Malerisamling som lovende ungdomsarbejder. 
| To tidlige billeder fra 1831 og 1832 | To tidlige billeder fra 1831 og 1832 | To tidlige billeder fra 1831 og 1832 | To tidlige billeder fra 1831 og 1832 | To tidlige billeder fra 1831 og 1832 | To tidlige billeder fra 1831 og 1832 |
| ------------------------------------ | ------------------------------------ | ------------------------------------ | ------------------------------------ | ------------------------------------ | --- |
|                                      |                                      |                                      |                                      |                                      | Religiøse og historiske emner af alvorligt indhold tiltalte ham mest. Kunstforeningen købte Den Saarede Herluf Trolle, som modtages af sin Hustru og af Skolens Disciple paa Herlufsholm, 1832. |

I 1833 konkurrerede han forgæves om guldmedaljen; opgaven var Flugten til Ægypten. 1834 malede han en altertavle, Christus prædiker fra Skibet, for grev Moltke. 
Müller vakte allerede den gang opmærksomhed ved sin sans for liv og klarhed i farven og ved den øjensynlige flid, hvormed han udførte sine billeder, selv om han ikke altid viste tilstrækkelig sikkerhed i legemets bevægelser eller i formernes korrekthed. 
Efter en mindre udenlandsrejse udstillede han 1835 nogle udsigter fra Tyskland, ligesom senere nogle partier fra Italien, medens han ellers foruden portrætter kun malede figurbilleder, som oftest historiske emner eller alterbilleder. således havde han samme år Valdemar Sejer i Fængsel (Kunstforeningen) og 1836 to altertavler. 
Den lille guldmedalje var imidlertid i 1835 blevet ham tilkendt for Odysseus kommer til Nausikaa, et billede, som endnu tiltaler ved sin hele behandling, sin harmoni i farven, uden at dennes friskhed er gået tabt. To år efter vandt han den store guldmedalje for opgaven: David opmuntrer Saul ved sit Harpespil. Medaljen tilkendtes så vel ham som hans heldige konkurrent fra 1833, den tyskfødte Heinrich Eddelien. Da derefter begge kunstnere søgte Akademiets rejsestipendium, hvoraf der den gang kun var ét til rådighed ad gangen, måtte de på ny kæmpe om prisen med hinanden. 

## Konkurrencen med Eddelien om Akademiets rejsestipendium
Sommeren 1838 fik de til opgave at male Christus giver sig til Kjende for Disciplene i Emmaus, og i december fremstilledes de to billeder til bedømmelse. Begge havde haft vanskeligheder at kæmpe med, Eddelien havde været syg, og Müller havde samtidig fuldført et stort billede, som året forud var bestilt hos ham af Kunstforeningen. Han nåede at få begge billeder færdige, men fik så i en heftig feber, hvori endog hans liv var i fare. Müller synes i det hele at have været en ualmindelig energisk personlighed, der anspændte sin arbejdskraft til det yderste. 
Akademiet var talrigt forsamlet under Bertel Thorvaldsens forsæde. Fire kunstnere, hvoriblandt netop professorerne i historiemaleri, fandt billederne så lige betydningsfulde, at de ikke ville afgive deres stemmer til fordel for en af dem. Den øvrige forsamling valgte dog Eddeliens arbejde med 14 stemmer mod 4. Eddelien, der havde fået dansk indfødsret, fik således stipendiet. Men forsamlingen besluttede enstemmigt at ansøge om et lige så stort stipendium for Müller. Thorvaldsen gik selv til kongen, og 19. januar 1839 fik han bevilget 800 Rdl. sølv i to år, medens Akademiet senere i 1841 bevilgede ham det tredje år. I januar 1839 var Müller rask nok til at kunne rejse til Italien. 
Skønt han allerede den første sommer på Ischia pådrog sig en forkølelse, der gik over til brystsyge, fik opholdet i Italien stor indflydelse på hans korte kunstnerlivs sidste udvikling. Studiet af den florentinske malerkunst (no) synes at have ført ham ind i hel ny retning. Foruden en altertavle, Fremstillingen i Tempelet, malede han det store billede: Christus velsigner de 4 Evangelister, som findes i Thorvaldsens Museum. 
|  |  |  | 'Kristus og de fire evangelister'. Da Müller 1842 kom hjem, blev han agreeret på dette billede, som ved udstillingen året efter fik Thorvaldsens Medalje, og fik som opgave til medlemsstykke Synderinden ved Jesu Fødder. Men han nåede kun at male nogle portrætter og Den fortabte Søns Hjemkomst (i den kongelige malerisamling) før han døde 15. marts 1844. |

|  |  |  | 'Den fortabte søns hjemkomst' fra 1843 er en ejendommelig efterligning af den ældre italienske kirkelige Stil. Den symmetriske anordning, de lyse, udprægede lokalfarver, som i deres harmoniske sammenstilling danne en øjet så tiltalende farveharmoni, den fromme idealisme, som fremtræder i disse skikkelser og i en handling, som ikke har nogen historisk hjemmel, give dette billede noget uvirkeligt, noget højtideligt, der giver ret til at stemple det som en poetisk sjæls svanesang, trods det ikke var kunstnerens sidste arbejde. |

|  |  |  | Mere i sammenhæng med hans yngre kunstvirksomhed og med udviklingen af dansk kunst var det billede, som Kunstforeningen bekostede, og som hænger i Helligåndskirken : Luther paa Rigsdagen i Worms. Det er vistnok kunstnerens mest modne værk. Handlingen er klart og levende fortalt, farvegivningen sandere og naturligere end i både ældre og yngre billeder af ham, og der var mere samlet malerisk virkning i helheden. |

Müller er begravet på Assistens Kirkegård, hvor hans gravmonument er udført af H.E. Freund (efter 1840) med Thorvaldsens relief af Kunstens Genius. Der findes et selvportræt fra 1844 og et maleri af J.V. Gertner. Tegning af samme 1843 (Frederiksborgmuseet) og litografi derefter fra Em. Bærentzen & Co. ca. 1844.

## Billeder
| - Andre værker af Adam Müller - Sovende mand med to unge piger,1828 - 'Antiksalen' eller 'Figursalen' på Charlottenborg Slot - En døsende harpespiller, 1832 - Udsigt over Prag med Karlsbroen der krydser Moldau-floden, 1834 - Bøhmiske landfolk som efter et ødelæggende uvejr er forsamlede ved St. Nepomuks billedstøtte for at anråbe ham om bistand, 1834 - Hans Tausen beskytter biskop Rønnow mod de opbragte københavnske borgere, 1836 - Herluf Trolle. Ml. 1829 og 1844 - Flodparti med en robåd, i baggrunden en højtliggende fæstning. Uklar datering |

## Eksterne hervisninger
- Wikimedia Commons har flere filer relateret til Adam August Müller
- Müller, Adam August i Dansk Biografisk Leksikon (1. udgave, bind 11, 1897), forfattet af Ph. Weilbach
- Adam Müller på Kunstindeks Danmark/Weilbachs Kunstnerleksikon
- Adam Müller i Den Store Danske på Lex.dk af Charlotte Christensen
- Adam Müller på gravsted.dk